# Meine Seele rühmt und preist, BWV 189
Meine Seele rühmt und preist (Mi alma exalta y alaba), BWV 189, es una cantata de iglesia acreditada a Johann Sebastian Bach y Melchior Hoffmann.

## Historia y texto
Esta es una cantata solista compuesta para la Fiesta de la Visitación de María. Las lecturas prescritas para el día eran Isaías 11:1–5 y Lucas 1:39–56. Se desconoce el libretista de la obra. El texto alemán de la cantata es una paráfrasis del Magníficat.
Una fuente antigua, en gran parte perdida, atribuye la cantata a Melchior Hoffmann (aunque aparentemente confunde al compositor con Johann Georg Hoffmann, un organista de Breslavia). A lo largo del siglo XIX, la cantata se atribuyó generalmente a Johann Sebastian Bach. Sólo en la segunda mitad del siglo XX se restauró la atribución a Melchior Hoffmann nuevamente en la mayoría de las fuentes.

## Estructura y partitura
La obra consta de cinco movimientos y tiene partitura para tenor solista, dos flautas traveseras, oboe, violín y bajo continuo.
1. Aria: «Meine Seele rühmt und preist»
2. Recitativo: «Denn seh' ich mich und auch mein Leben an»
3. Aria: «Gott hat sich hoch gesetzet»
4. Recitativo: «O wass vor grosse Dinge treff ich an allen Orten an»
5. Aria: «Deine Güte, dein Erbarmen»

## Grabaciones
- Conjunto de Curt Sachs, Max Meili. L'anthologie Sonore, 1935.
- Orquesta del Conservatorio de París, Charles Munch. Charles Munch, Vol. 2. Disque Gramophone, 1941.
- Bach-Orchester Stuttgart, Hans Grischkat. J.S. Bach: Cantatas BWV 51 & BWV 189. Renaissance, 1951.
- Orquesta de cámara «Pro Arte» de Múnich, Kurt Redel. J.S. Bach: Cantatas Nos. 189 · 89 · 174. Erato, 1956.
- Ernst Haefliger solista, Münchner Bach-Orchester, Karl Richter, Kantaten BWV 55 & BWV 189, Archiv-Produktion 1959
- Peter Schreier solista y director, Festival Strings Lucerne, «Bach Kantaten fur Tenor» Ariola-Eurodisc 1976
- Kammerorchester Carl Philipp Emanuel Bach, Peter Schreier. J.S. Bach: Solo-Kantaten und Arien. Philips, 1994.
- Miembros de Schola Cantorum Basiliensis, Nicolai Gedda (1971). Les introuvables de Nicolai Gedda. EMI Classics, 1995
- Helmut Müller-Brühl, dirigido por Markus Schäfer y la Orquesta de cámara de Colonia (2004).[4]